# Пино, Седрик
Седрик Пино (фр. Cédric Pineau; род. 8 мая 1985, Миженн, департамент Йонна,Франция) — французский профессиональный шоссейный велогонщик, выступающий за команду Groupama-FDJ.

## Достижения
2006
- 1-й на Troyes - Dijon

2007
- 1-й на Troyes - Dijon

2008
- 4-й на Гран-при Соммы (Grand Prix de la Somme)
- 2-й на Париж — Бурж

2009
- 4-й на Критериуме Дижона (Dijon, Criterium)

2010
- 4-й в генеральной классификации на Туре дю От-Вар (Tour du Haut-Var)
- 3-й на Ле Самын
- 4-й GP de Lillers
- 1-й Париж — Труа (Paris - Troyes)
- 5-й Классик Луар-Атлантик (Classic Loire Atlantique)
- 4-й на Гран-при Шоле — Земли Луары (GP Chôlet — Pays de Loire)
- 3-й Тур дю Финистер (Tour du Finistère)
- 4-й в генеральной классификации Тура Бретани (Tour de Bretagne)
  - 1-й на этапе 6
- 4-й в генеральной классификации на Четыре дня Дюнкерка
- 4-й в генеральной классификации на Кольцо Лотарингии (Circuit de Lorraine)
- 7-й в генеральной классификации на Туре  Пуату-Шаранты (Tour du Poitou-Charentes et de la Vienne)
- 4-й на Гран-при Соммы (Grand Prix de la Somme)
- 4-й на Туре Вандеи (Tour de Vendée)

2011
- 8-й GP d'Ouverture, La Marseillaise
- 9-й в генеральной классификации на Туре дю От-Вар (Tour du Haut-Var)

2013
- 9-й Тур дю Финистер (Tour du Finistère)
- 8-й Тро-Бро Леон (Tro-Bro Léon)

2014
- 3-й Тро-Бро Леон (Tro-Bro Léon)

## Статистика выступлений наГранд Турах
| Гранд Тур | 2012 | 2013 | 2014 | 2015 | 2016 | 2017 |
| --------- | ---- | ---- | ---- | ---- | ---- | ---- |
| Джиро     | -    | -    | -    | 121  | -    | -    |
| Тур       | 133  | -    | 102  | -    | сход | -    |
| Вуэльта   | -    | 103  | 77   | -    | -    |      |